# Trolebús de Quito
El trolebús de Quito (también llamado Troncal Central Trolebús, o Trole) es un sistema de transporte público de la ciudad de Quito (Ecuador). Forma parte del sistema Metrobus-Q, que es constituyente a su vez del Sistema Integrado de Transporte Metropolitano de la ciudad (SITM-Q). Desde su concepción, el sistema tomó como referencia a los trolebuses y BRT de la ciudad brasileña de Curitiba (Brasil), pionera mundial en este tipo de transporte masivo.
Su construcción se inició en 1994, y fue inaugurado por el alcalde Jamil Mahuad el 17 de diciembre del año siguiente. Su recorrido inicia en la Estación multimodal El Labrador, ubicada en el parque Bicentenario al norte de la ciudad, y avanza hasta la Terminal Terrestre Quitumbe, ubicada al sur. Su recorrido lineal norte-sur se integra hacia los sectores de oriente y occidente mediante un sistema de buses urbanos denominados "alimentadores".

## Historia
El 17 de diciembre de 1995 fue inaugurada la primera etapa comprendida entre la Estación Sur El Recreo y la calle Esmeraldas en el centro histórico de la ciudad, además de las líneas alimentadoras que funcionan en la mencionada Estación Sur. Durante esta etapa se transportó un promedio de 50.000 pasajeros en total. El 19 de marzo de 1996 entró en servicio la segunda etapa, desde El Recreo hasta la parada Colón, en el centro-norte de la urbe. En esta etapa operó con 32 unidades y el promedio de usuarios que se transportó fue de 90.000 pasajeros.
El 21 de diciembre de 1996 se inauguró la tercera etapa, con recorridos desde El Recreo hasta la Estación Norte, ubicada en el norte de la ciudad en el sector de la Y, con la operación de 54 vehículos. El promedio de usuarios que se transportó inicialmente fue de 120.000 pasajeros al día. Finalmente en el año 2000 se inaugura la extensión hasta la parada Morán Valverde, extendiendo el servicio al sur de la ciudad, para lo cual arribaron nuevas unidades con algunos cambios en los diseños de ingeniería.
Para el año 2008, con la inauguración del Terminal interprovincial de Quitumbe, se inauguró una pequeña extensión del servicio del sistema trolebús; que hace que este sistema se conecte con el transporte interprovincial nacional. Para diciembre de 2015, tras veinte años de servicio, el Trolebús había transportado a mil millones de pasajeros.
Debido al crecimiento poblacional en la ciudad; surgieron necesidades. Como el incremento de unidades  ya que las disponibles no alcanzaban a satisfacer la demanda de usuarios que tenía el sistema. Para el año 2016 el alcalde Mauricio Rodas inició un plan de adición de buses biarticulados al sistema a un costo de 13 millones de dólares estadounidenses.  Estas unidades no son trolebuses y no funcionan con el sistema de carga eléctrica, por lo cual significó que ya no entra en la definición de transporte ambientalmente sostenible.  Por otro lado, la actual alcaldía decidió cambiar la fisonomía de las 47 paradas para así adaptarlas a las ochenta nuevas unidades biarticuladas adquiridas por el Municipio por ser el doble de largas que los trolebuses.
En el año 2018 la hasta entonces estación norte del sistema, ubicada en el sector de La Y, dejó de operar para extender un poco el trayecto hasta El Labrador en el extremo sur del antiguo aeropuerto, para pronto conectarse con el sistema Metro de Quito. Por estos años, coincidiendo con la modernización de las unidades, los trolebuses originales que quedaban pasaron a funcionar únicamente con diésel, por lo que el sistema ya no era ecológico como por mucho tiempo lo fue.
En 2024 el alcalde Pabel Muñoz anunció una renovación de la flota del Trolebús y la Ecovía con la compra de 60 nuevos trolebuses 100% eléctricos y 80 buses. Se espera que esta compra termine a finales de año y que al año siguiente ya operen completamente las nuevas unidades. El 12 de enero del 2025 llega la primera unidad ET01 de la fábrica de china al puerto de Manta el cual será usado los primeros días para la guía de los conductores de la flota en camino, el fabricante Yutong es de origen asiático y ya provee trolebuses a la Ciudad de México, Uruguay, Colombia, Chile en Latinoamérica.

## Sistema

### Estaciones
El Corredor Trolebús cuenta con 36 paradas a lo largo de su recorrido; cuatro de ellas son de carácter integrador, es decir que sirven de conexión entre el sistema trolebús y los autobuses alimentadores que se dirigen hacia los barrios periféricos; una es intermodal, que se conecta con otros corredores del SITM-Q; y finalmente, 31 paradas son de carácter regular, es decir que solo sirven como andenes de embarque y desembarque.
En octubre de 2015 se inició un proceso de modernización de las 44 paradas del sistema, que teniendo como referente a la de prueba que se levantó previamente en Teatro Sucre, tuvo un costo de 2,8 millones de dólares y comenzó a inaugurarse a partir del 27 de mayo de 2016 con las 10 primeras. Las paradas poseen el doble de largo que las originales con el fin de recibir simultáneamente a dos buses biarticulados, estructura rectangular de vidrios transparentes, techo verde con canalización adecuada, iluminación led, cámaras de vigilancia, pantallas informativas, accesos universales, piso podo-táctil para no videntes y servicio gratuito de wifi en cada una.
Durante mucho tiempo las distintas alcaldías han hablado sobre una extensión desde El Labrador por la avenida Galo Plaza Lasso (llamada antiguamente 10 de Agosto o Panamericana Norte) a la Terminal de Carcelén y posteriormente cuando se extienda hacia la nueva Terminal Carapungo como línea alimentadora del Metro de Quito. Sin embargo hasta ahora no se ha construido dicha línea.
A continuación, un detalle de todas las estaciones con los servicios que presta cada una de las paradas actuales del sistema:
| Leyenda                        |
| ------------------------------ |
| Servicio 24 horas              |
| Servicio 05:30 - 23:30         |
| Accesiblidad para minusválidos |
| Información                    |
| N Únicamente hacia el norte    |
| S Únicamente hacia el sur      |
| Baños                          |
| Wifi gratuito                  |
| Restaurantes                   |

| Estación                        | Tipo        | Servicios                  | Apertura                |
| ------------------------------- | ----------- | -------------------------- | ----------------------- |
| Terminal Terrestre Carcelén     | integradora | Acceso para discapacitados | 2008                    |
| Santa Lucía                     | parada      | Acceso para discapacitados | Próxima apertura        |
| Sebastián Moreno                | parada      | Acceso para discapacitados | Próxima apertura        |
| Parquenor                       | parada      | Acceso para discapacitados | 4 de mayo de 2015       |
| Parque de los Recuerdos         | parada      | Acceso para discapacitados | Próxima apertura        |
| Av. 6 de Diciembre              | parada      | Acceso para discapacitados | Próxima apertura        |
| Del Maestro                     | parada      | Acceso para discapacitados | 4 de mayo de 2015       |
| COTAC                           | parada      | Acceso para discapacitados | Próxima apertura        |
| Los Pinos                       | parada      | Acceso para discapacitados | Próxima apertura        |
| Parque Kennedy                  | parada      | Acceso para discapacitados | 4 de mayo de 2015       |
| Capitán Borja                   | parada      | Acceso para discapacitados | Próxima apertura        |
| La Luz                          | parada      | Acceso para discapacitados | Próxima apertura        |
| Issac Albéniz                   | parada      | Acceso para discapacitados | Próxima apertura        |
| Estación multimodal El Labrador | integradora | Acceso para discapacitados | 1 de junio de 2018      |
| Plaza de Toros                  | parada      | Acceso para discapacitados | 1 de junio de 2018      |
| La Y                            | parada      | Acceso para discapacitados | 21 de diciembre de 1996 |
| Estadio                         | parada      | Acceso para discapacitados | 21 de diciembre de 1996 |
| Florón                          | parada      | Acceso para discapacitados | 21 de diciembre de 1996 |
| Mariana de Jesús                | parada      | Acceso para discapacitados | 21 de diciembre de 1996 |
| Cuero y Caicedo                 | parada      | Acceso para discapacitados | 21 de diciembre de 1996 |
| Colón                           | parada      | Acceso para discapacitados | 19 de marzo de 1996     |
| Santa Clara                     | parada      | Acceso para discapacitados | 19 de marzo de 1996     |
| Mariscal                        | parada      | Acceso para discapacitados | 19 de marzo de 1996     |
| Ejido                           | parada      | Acceso para discapacitados | 19 de marzo de 1996     |
| La Alameda                      | parada      | Acceso para discapacitados | 19 de marzo de 1996     |
| Banco Central                   | parada      | S                          | 19 de marzo de 1996     |
| Hermano Miguel                  | parada      | N                          | 19 de marzo de 1996     |
| Teatro Sucre                    | parada      | S                          | 17 de diciembre de 1995 |
| Montúfar                        | parada      | N                          | 10 de julio de 2015     |
| Plaza Grande                    | parada      | S                          | 17 de diciembre de 1995 |
| Santo Domingo                   | parada      | Acceso para discapacitados | 17 de diciembre de 1995 |
| Cumandá                         | parada      | Acceso para discapacitados | 17 de diciembre de 1995 |
| Recoleta                        | parada      | Acceso para discapacitados | 17 de diciembre de 1995 |
| Jefferson Pérez                 | parada      | S                          | 2003                    |
| La Colina                       | parada      | N                          | 17 de diciembre de 1995 |
| Chimbacalle                     | parada      | Acceso para discapacitados | 17 de diciembre de 1995 |
| Villaflora                      | parada      | Acceso para discapacitados | 17 de diciembre de 1995 |
| Estación El Recreo              | integradora | Acceso para discapacitados | 17 de diciembre de 1995 |
| El Calzado                      | parada      | Acceso para discapacitados | 2000                    |
| España                          | parada      | Acceso para discapacitados | 2000                    |
| Quito Sur                       | parada      | Acceso para discapacitados | 2000                    |
| La Internacional                | parada      | Acceso para discapacitados | 2000                    |
| Ajaví                           | parada      | Acceso para discapacitados | 2000                    |
| Solanda                         | parada      | Acceso para discapacitados | 2000                    |
| Mercado Mayorista               | parada      | Acceso para discapacitados | 2000                    |
| Quimiag                         | parada      | Acceso para discapacitados | 2000                    |
| Registro Civil                  | parada      | Acceso para discapacitados | 2000                    |
| Morán Valverde                  | integradora | Acceso para discapacitados | 2000                    |
| Amaru Ñan                       | parada      | Acceso para discapacitados | 2009                    |
| Condor Ñan                      | parada      | Acceso para discapacitados | 2009                    |
| Quitumbe                        | multimodal  | Acceso para discapacitados | 2008                    |

### Paradas cerradas
A lo largo de los años el sistema Trolebús ha cerrado varias paradas debido a diferentes motivos, entre ellas Machángara y Cardenal de la Torre, abiertas el 17 de diciembre de 1995. El 27 de mayo de 2016 se cerró la parada La Carolina debido a la subutilización de la misma, generada por encontrarse muy cerca de otras dos paradas con gran demanda.
El 31 de mayo de 2018 se cerró de manera definitiva la Estación Norte, pasando sus utilidades y servicios a la nueva Estación multimodal El Labrador, una parada de integración de varios sistemas de transporte que incluyen, además del Trolebús, al Metro, BiciQuito y los autobuses público-privados. Un nuevo andén convencional fue inaugurado el 1 de junio de 2018 con el nombre de Plaza de Toros, para servir al sector de la antigua estación.

### Unidades
Al momento el sistema cuenta con un total de 113 unidades articuladas. Se calcula que un promedio de 83 unidades circulan por hora, mientras que en horario pico (06:00-08:30 y 16:00-19:30) el número aumenta a 96 unidades por hora.
El peso neto de cada autobús biarticulado es de 17,8 toneladas, tiene 17,8 m de longitud, 3,2 m de altura y 2,5 m de ancho. La capacidad de carga es de 10 toneladas. El equipamiento eléctrico ha sido implementado por AEG-ADtranz; mientras que la electrónica de control computarizada, además de la electrónica de potencia, fueron instaladas por la firma KIEPE de Alemania, especialista en materia de control de sistemas de potencia. El chasis y el motor auxiliar a diésel fueron elaborados por la empresa alemana Mercedes-Benz. La carrocería ha sido construida por Hispano Carrocería, ahora llamada Tata Hispano.
El 20 de junio de 2016 empezaron a trabajar cinco de ochenta nuevos buses biarticulados adquiridas por la alcaldía de Mauricio Rodas para repotenciar el sistema, aumentando en un centenar la capacidad de las unidades y disminuyendo tiempos de espera en un 60%. Las nuevas unidades, además de ser más largas, cuentan con cinco puertas de acceso, 19 salidas de emergencia, sistema de videovigilancia, facilidades para personas con discapacidad, pantallas informativas led y puntos de carga para teléfonos móviles.
Además se estrenaron en 2025 nuevos troles con 0 emisiones de CO2

### Subestaciones eléctricas
La línea aérea de contacto y las doce subestaciones rectificadoras, o de tracción, se encuentran instaladas a lo largo de los 18,7 km de recorrido del sistema. Las nueve subestaciones de la primera etapa son alimentadas a 6 kV desde la Empresa Eléctrica Quito S.A., y disponen de 2 cuartos, uno de control y uno de potencia. Las tres subestaciones de la segunda etapa son alimentadas a 22,8 kV también desde la Empresa Eléctrica Quito S.A. y disponen de tres cuartos, dos de control y uno de potencia.

### Tarifas
El costo del pasaje es de USD 0,35 y USD 0,17 en tarifa reducida para menores de 18 años y mayores de 65, mientras que los niños menores a tres años no pagan pasaje. El sistema brinda el servicio de integración tarifaria entre circuitos y con los buses alimentadores.

## Rutas

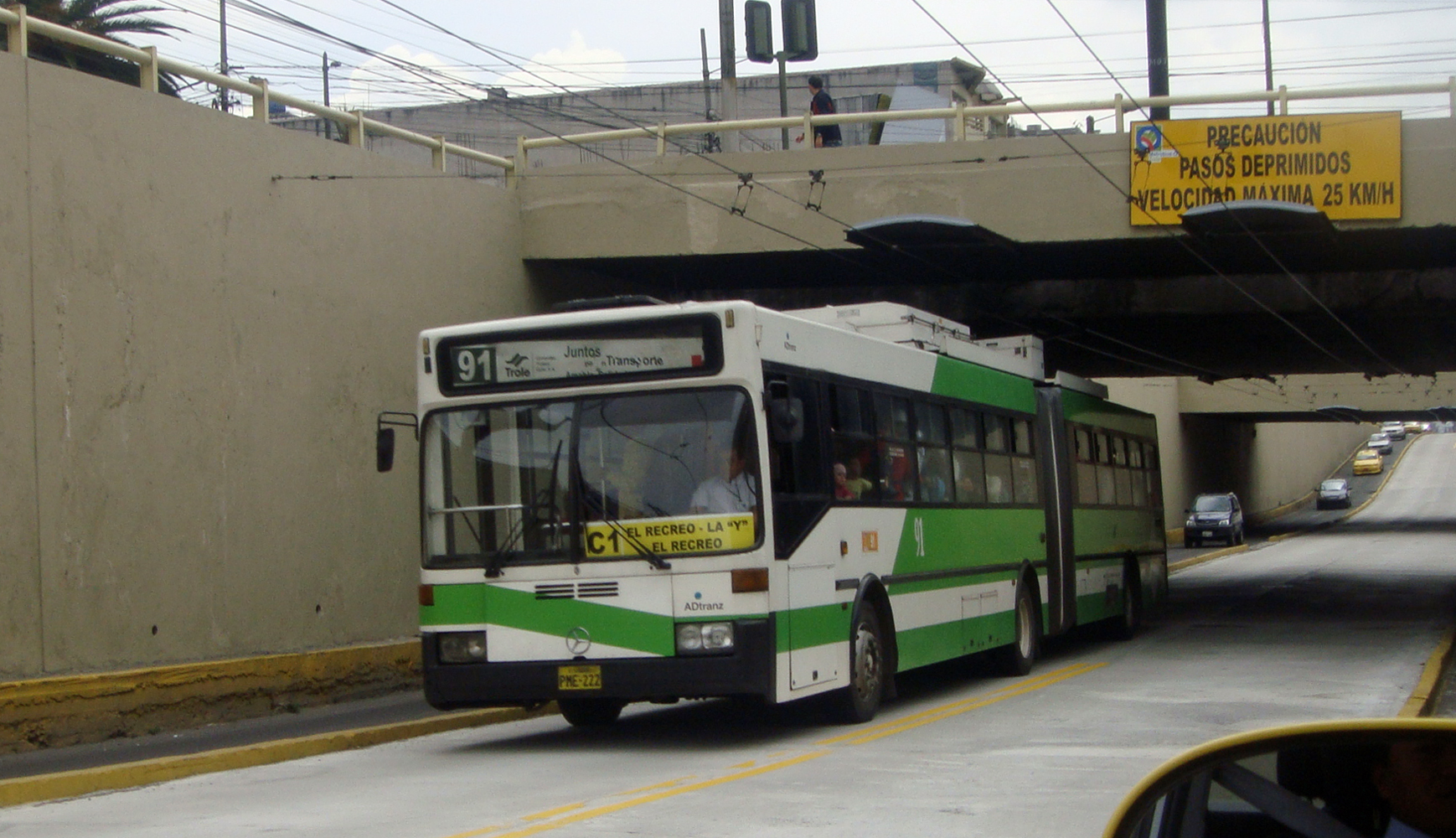
Algunos segmentos del sistema de trolebuses de Quito cuenta con carriles exclusivos con pasos a desnivel para evitar demoras en las intersecciones.

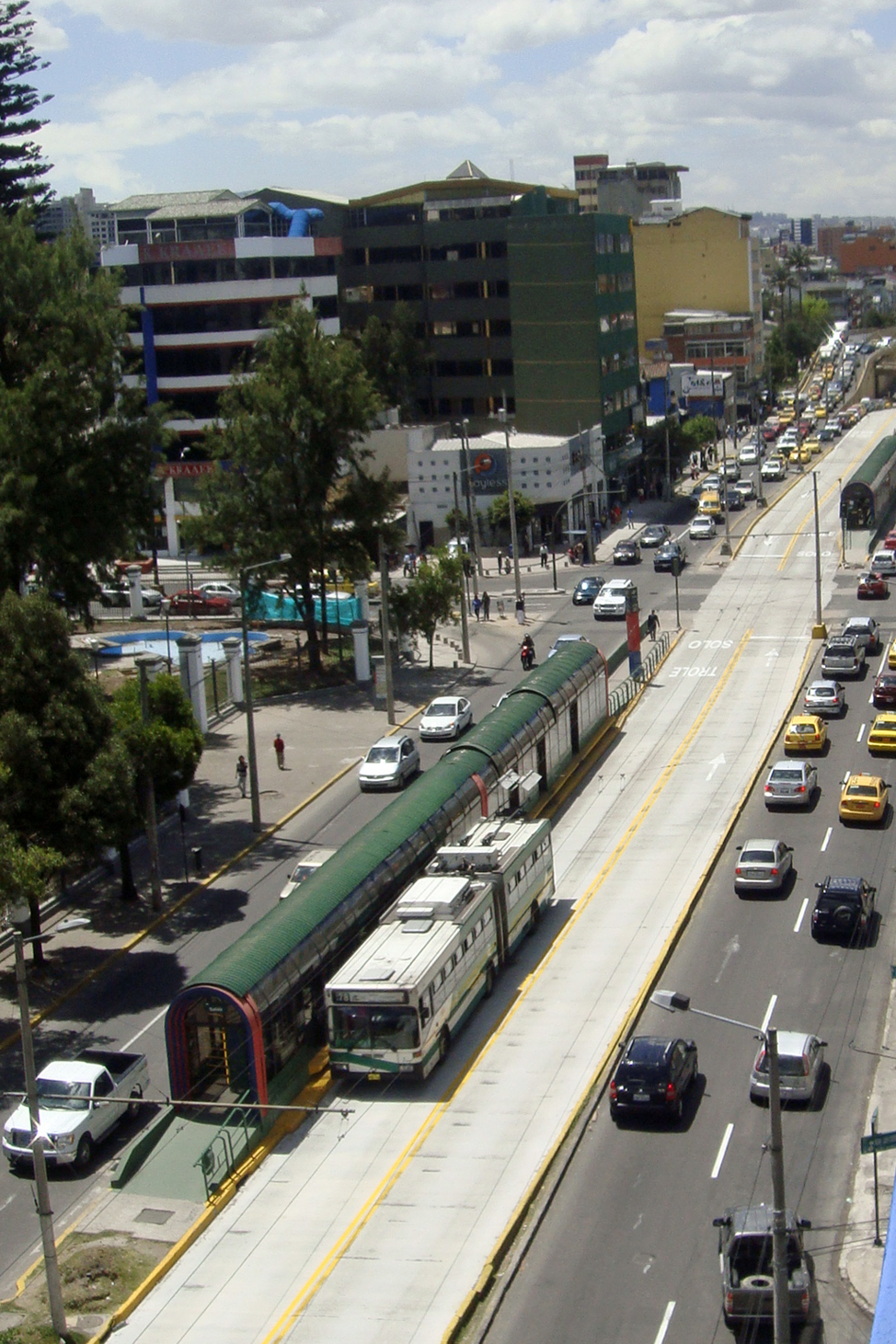
Estación de parada típica con arreglo desplazado.

Actualmente el Trolebús tiene en funcionamiento cinco circuitos troncales principales; Un expreso (uno para estudiantes) que se desplazan entre estaciones sin paradas intermedias en los horarios pico; uno especial hacia la terminal Quitumb

### Circuitos troncales
Estos circuitos son recorridos por las unidades eléctricas y biarticuladas a 
lo largo de carriles exclusivos:
| Línea | Recorrido                 |
| ----- | ------------------------- |
| C1    | Recreo - El Labrador      |
| C2    | El Labrador - M. Valverde |
| C4    | Quitumbe - Colón          |
| C6    | El Recreo - Quitumbe      |

### Rutas alimentadoras
Sirven al sistema troncal mediante autobuses normales, denominados "alimentadores", que se desplazan entre las estaciones integradoras hacia los barrios periféricos y otras estaciones del SITM-Q:
| Línea | Recorrido                                                   | Operadora                                          | Frecuencia |
| ----- | ----------------------------------------------------------- | -------------------------------------------------- | ---------- |
| IN01  | El Labrador - T. Carcelén                                   | Calderón                                           | 12 min     |
| IN02  | El Labrador - T. Ofelia                                     | Mitad del Mundo, Carcelen-Tarqui (CATAR), Paquisha | 10 min     |
| LB01  | El Labrador - Carapungo - Simón Bolivar (Próxima Operación) | Translatinos, Tran Zeta, VEPIEX, Trans Planeta     | 12 min.    |
| LB02  | El Labrador - Carcelén (Próxima Operación)                  | Translatinos, Tran Zeta, VEPIEX, Trans Planeta     | 12 min.    |
| LB03  | El Labrador - Rumiñahui                                     | Translatinos, VEPIEX                               | 12 min.    |
| LB04  | El Labrador - Kennedy                                       | Translatinos,                                      | 10 min     |
| LB05  | El Labrador - Comité del Pueblo                             | Translatinos, VEPIEX, Trans Planeta, Trans Zeta    | 7 min.     |
| LB06  | El Labrador - Los Laureles                                  | VEPIEX, Trans Planeta                              | 12 min.    |
| LB10  | El Labrador - Cotocollao                                    | VEPIEX, Trans Planeta                              | 7 min.     |
| LB44  | El Labrador - Llano Grande                                  | Llano Grande                                       | 12 min     |
| LB46  | El Labrador - Zabala - El Cisne                             | Calderón                                           | 12 min     |
| LB90  | El Labrador - La Roldós                                     | Paquisha                                           | 12 min     |
| LB103 | El Labrador - Cochapamba                                    | Carcelén-Tarqui (CATAR)                            | 12 min     |
| LB104 | El Labrador - El Inca - Nogales (Próxima Operación)         | Carcelén-Tarqui (CATAR)                            | 12 min     |
| CA48  | Carcelén - Colinas del Valle                                | Calderón                                           | 12 min     |
| CA50  | Carcelén - Alborada - Bellavista                            | San Juan                                           | 12 min     |
| CA52  | Carcelén - Oyacoto                                          | Calderón                                           | 12 min     |
| CA53  | Carcelén - Cabuyal                                          | Calderón                                           | 12 min     |
| RE11  | Recreo - Solanda                                            | CATAR                                              | 12 min.    |
| RES12 | Recreo - Chillogallo                                        | Translatinos, Trans Planeta                        | 14 min.    |
| RE13  | Recreo - Oriente Quiteño                                    | Victoria                                           | 12 min.    |
| RE14  | Recreo - Lucha de los Pobres                                | Vencedores (VEPIEX)                                | 12 min.    |
| RE15  | Recreo - Ferroviaria                                        | Tranzeta, Nacional, Reino de Quito                 | 12 min.    |
| RE26  | Recreo - Argelia                                            | Translatinos                                       | 12 min.    |
| MG16  | La Magdalena - Forestal-Chimbacalle                         | San Cristóbal                                      | 12 min.    |
| MV08  | Morán Valverde - Martha Bucaram                             | Vencedores (VEPIEX)                                | 10 min.    |
| MV45  | Morán Valverde - Girón del Sur/Huarcay                      | Seis de Diciembre                                  | 12 min.    |
| QT02  | Quitumbe - Santospamba                                      | Quitumbe                                           | 10 min     |
| QT36  | Quitumbe - Paquisha                                         | Juan Pablo II, 7 de Mayo                           | 10 min     |
| QT54  | Quitumbe - Manuelita Sáenz                                  | Ecuatoriana                                        | 12 min     |
| QT55  | Quitumbe - Cdla. El Ejercito                                | Secuatrans                                         | 9 min      |
| QT59  | Quitumbe - La Merced                                        | Latina                                             | 7 min      |
| QT60  | Quitumbe - Cóndores                                         | Latina                                             | 6 min      |
| QT61  | Quitumbe - Cornejo                                          | Juan Pablo II                                      | 7 min      |
| IN70  | Quitumbe - T.Sur Ecovia                                     | Trans Planeta, Trans Latinos                       | 17 min     |
| IN62  | El Labrador - T. Rio Coca                                   | EPMTPQ                                             | 12 min     |

## SITM-Q
El Trolebús, o línea verde, forma parte de un macro sistema integrado de transporte de buses BRT, al que se denomina Metrobus-Q, y en el que también se encuentran: la troncal Oriental Ecovía (azul) y la Troncal Occidental (morada). Todos manejan un sistema de carriles exclusivos de superficie y paradas determinadas por estructuras uniformes, sin embargo utilizan autobuses biarticulados impulsados a diésel en lugar de por electricidad. Además, las unidades de la troncal Ecovía tienen puertas de acceso de pasajeros al lado izquierdo de la carrocería, mientras que en el Trolebús y la troncal Occidental, estas se encuentran del lado derecho.